# 長淵郡
長淵郡（チャンヨンぐん）は朝鮮民主主義人民共和国黄海南道に属する郡。

## 地理
西は黄海に面する。北にクァイル郡・松禾郡、東に三泉郡・苔灘郡、南に龍淵郡と隣接する。

## 歴史
朝鮮王朝時代には黄海道に属し、長淵県が置かれた。
1895年海州府長淵郡となり、翌1896年に黄海道長淵郡となった。近代の長淵郡は現在の龍淵郡・苔灘郡を含んでいた。長淵郡大救面松川里（現在は龍淵郡内）は、朝鮮で初めてプロテスタント教会が建設された場所として知られている。
1952年、北朝鮮による行政区画の再編が行われ、現在の郡域が構成された。1956年、黄海道の分割により黄海南道に属する。

### 年表
この節の出典
- 1914年4月1日 - 郡面併合により、黄海道松禾郡の一部(下桃源面・西蓮花面の各一部)が長淵郡に編入、長淵郡の一部(牧丹面・蓴沢面の各一部)が松禾郡に編入、一部(苔湖面の一部)が海州郡に編入。長淵郡に以下の面が成立。(11面)
  - 長淵面・楽道面・蓴沢面・速達面・牧甘面・候南面・大救面・龍淵面・薪花面・海安面・白翎面
- 1938年10月1日 - 長淵面が長淵邑に昇格。(1邑10面)
- 1945年8月15日 - ソ連軍管理下に置かれる。ただし、白翎面は米軍管理下に置かれる。(南1面、北1邑9面)
- 1945年11月4日 - 白翎面が京畿道甕津郡に編入。米軍管理下の長淵郡は消滅。(1邑9面)
- 1947年 - 長淵邑が長淵面に降格。(10面)
- 1952年12月 - 郡面里統廃合により、黄海道長淵郡蓴沢面・薪花面・長淵面・楽道面および龍淵面の一部、松禾郡蓮井面・雲遊面の各一部地域をもって、長淵郡を設置。長淵郡に以下の邑・里が成立。(1邑20里)
  - 長淵邑・山川里・松境里・明川里・清渓里・花園里・山水里・鶴林里・滄波里・太子里・鉱泉里・金沙里・白村里・秋花里・三山里・礡山里・訥山里・細馬里・楽興里・石長里・仙亭里
- 1952年末 - 松境里が楽淵労働者区に昇格。(1邑1労働者区19里)
- 1954年10月 - 黄海道の分割により、黄海南道長淵郡となる。(1邑1労働者区19里)
- 1981年10月 - 太子里がセンムル里に改称。(1邑1労働者区19里)
- 1990年6月 - 山川里の一部が楽淵労働者区に編入。(1邑1労働者区19里)
- 1990年9月 - 白村里が海岸里に改称。(1邑1労働者区19里)
- 2024年7月1日 - 郡内からミサイルの発射実験が行われた[2]。

## 下位行政区画
1邑1労働者区19里から構成されている。
| - 長淵邑（チャンヨヌプ） - 楽淵労働者区（ラギョンノドンジャグ） - 鉱泉里（クァンチョンニ） - 金沙里（クムサリ） - 訥山里（ヌルサンニ） - 楽興里（ラクンニ） - 明川里（ミョンチョンニ） - 礡山里（パクサンニ） - 山水里（サンスリ） - 山川里（サンチョンニ） - 三山里（サムサンニ） | - センムル里（センムルリ） - 石長里（ソクチャンニ） - 仙亭里（ソンジョンニ） - 細馬里（セマリ） - 滄波里（チャンパリ） - 清渓里（チョンゲリ） - 秋花里（チュファリ） - 鶴林里（ハンニムニ） - 海岸里（ヘアンニ） - 花園里（ファウォンニ） |

### 沿革
1945年8月15日当時、黄海道長淵郡には1邑10面が所属していた。
- 長淵邑 － 장연읍【長淵邑】 （チャンヨン=ウプ）
- 楽道面 － 낙도면【樂道面】 （ナクト=ミョン）
- 牧甘面 － 목감면【牧甘面】 （モッカム=ミョン）
- 速達面 － 속달면【速達面】 （ソクタル=ミョン）
- 候南面 － 후남면【候南面】 （フナム=ミョン）
- 大救面 － 대구면【大救面】 （テグ=ミョン）
- 白翎面 － 백령면【白翎面】 （ペンニョン=ミョン）
- 海安面 － 해안면【海安面】 （ヘアン=ミョン）
- 龍淵面 － 용연면【龍淵面】 （ヨンヨン=ミョン）
- 薪花面 － 신화면【薪花面】 （シヌァ=ミョン）
- 蓴沢面 － 순택면【蓴澤面】 （スンテク=ミョン）

日本の敗戦により朝鮮が分割占領されると、38度線以南に存在した白翎面（白翎島など）は米軍の占領下に入り、京畿道甕津郡に編入された。白翎島・大青島・小青島は朝鮮戦争後も大韓民国の統治下にとどまり、現在仁川広域市甕津郡に所属している。
1952年の北朝鮮の行政区画再編により、郡西南部の楽道面・龍淵面・大救面・海安面が龍淵郡、郡東南部の牧甘面・速達面・候南面が苔灘郡として分離された。また、松禾郡の一部が編入されて現在の長淵郡が構成された。

## 交通

### 鉄道
- 長淵線
  - 楽淵駅 - 長淵駅

## 出身者
- 盧天命 － 詩人、1912年長淵郡蓴沢面生まれ
- 劉庚煥 － 詩人、1936年長淵郡生まれ